# Czopowyczi
Czopowyczi (ukr. Чоповичі) – osiedle typu miejskiego na Ukrainie, w obwodzie żytomierskim, w rejonie korosteński, siedziba hromady.
Urodził się tu Iwan Adrianowicz Feszczenko-Czopiwski – ukraiński działacz narodowy i polityczny, a następnie inżynier metaloznawca i metalurg działający w Polsce, profesor Akademii Górniczej w Krakowie.